# Antonio Napoletano
Antonio Napoletano (ur. 8 czerwca 1937 w Nocera Inferiore, zm. 25 marca 2019) – włoski duchowny rzymskokatolicki, w latach 1995-2013 biskup Sessa Aurunca.

## Życiorys
Święcenia kapłańskie przyjął 19 marca 1961. 19 listopada 1994 został mianowany biskupem Sessa Aurunca. Sakrę biskupią otrzymał 6 stycznia 1995. 25 czerwca 2013 przeszedł na emeryturę.